# Hagen Range
Hagen Range (* 11. Januar 1974 in Schlotheim) ist ein deutscher Schauspieler, Comedian und Kabarettist.
Range wurde 1974 in Schlotheim in Thüringen geboren. Seit 1989 lebt er im Rheinland. Er ist Ensemblemitglied des Pink Punk Pantheon, der kabarettistischen Karnevalsrevue des Pantheon-Theaters in Bonn und Ensemblemitglied des Essener „Stratmanns Theaters“.
Range führte Regie bei vielen Hörbüchern, deren Vorlage Carsten Sebastian Henn verfasst hat und von Jürgen von der Lippe gesprochen wurde.

## Filmografie (Auswahl)
- 2003: Schwer verknallt, ProSieben[4]
- 2000–2001: Anke 22 Folgen

## Theater (Auswahl)
- 2024: Mädelsabend, Stratmanns Theater Essen
- 2013: Der gestiefelte Kater, Landesbühne Rheinland-Pfalz
- 2010: Lessing :Minna von Barnhelm, Freies Werkstatt Theater, Köln
- 2009: Trude Herr: Die Millionärin, Theater Der Keller, Köln
- 2006: Tratsch im Treppenhaus, Comödie Bochum
- 2005: Alles für die Katz, Comödie Bochum
- 2005: Shakespeare: Macbeth, Freies Werkstatt Theater Köln

## Kabarett (Auswahl)
- Seit 2015: 'Pink Punk Pantheon', festes Ensemblemitglied der kabarettistischen Karnevalsrevue des Pantheon-Theaters Bonn